# Morlocks (Marvel Comics)
Los Morlocks son un grupo de personajes mutantes que aparecen en los cómics estadounidenses publicados por Marvel Comics. Los personajes generalmente se representan como asociados con los X-Men en el Universo Marvel. Creados por el escritor Chris Claremont y el artista Paul Smith, recibieron su nombre por la raza subterránea del mismo nombre en la novela La máquina del tiempo de H. G. Wells. Aparecieron por primera vez como grupo en Uncanny X-Men # 169 (mayo de 1983). Un monstruo apareció antes de eso, pero aún no era miembro de los Morlocks.
Los Morlocks fueron representados como una sociedad underground, tanto literal (subterránea) como figurativamente (urbana), de mutantes marginados que viven como habitantes de túneles en las alcantarillas, túneles abandonados y líneas de metro abandonadas debajo de la ciudad de Nueva York. Los Morlocks estaban compuestos de inadaptados mutantes, especialmente aquellos mutantes que, debido a mutaciones físicas u otras manifestaciones notorias de su genética mutante, no podían pasar como humanos en la sociedad normal. Sometidos al odio, el miedo y el disgusto de la sociedad humana debido a sus apariencias "deformes", mutaciones peligrosas o marginados. o estados de inadaptación, la mayoría de los Morlocks vieron a los humanos (e incluso a los mutantes más importantes, como los X-Men) con desconfianza y enojo, y ocasionalmente cometieron actos criminales o antisociales en la sociedad humana sobre el terreno.
Debido a una serie de tragedias, los Morlocks originales ya no residen en la ciudad subterránea de la Ciudad de Nueva York (excepto Marrow, que era uno de los Morlocks originales cuando era niña), aunque se trata de una célula violenta de Gene Nation y un grupo similar llamado Aquellos que viven en La oscuridad ha emergido. Grupos similares, llamados Morlocks por los lectores y / o los X-Men mismos, han aparecido bajo Chicago y Londres.

## Historia

### Origen
Hace 20 años, la Bestia Oscura (contraparte del x-men Bestia), llegó a nuestra línea temporal proveniente de la Era de Apocalipsis. La Bestia Oscura tenía un enemigo muy poderoso a vencer: Mr. Siniestro (tal como en su línea temporal original). Bestia Oscura realizó una serie de agresivos experimentos en el gen mutante, lo que provocó el nacimiento de toda una serie de mutantes grotescos y deformes que vendrían a originar la comunidad morlock.
Tiempo después, la mutante conocida como Callisto, reunió a un grupo de mutantes, que al igual que ella, tuvieran un físico grotesco que los aislara del resto de la sociedad. Los primeros tres mutantes que Callisto encontró fueron: Caliban, Sunder y Masque. Callisto los bautizó como "Morlocks" en honor a los seres subterráneos de la novela La máquina del tiempo de H. G. Wells.
Finalmente, Callisto los condujo hasta "El Callejón", un complejo de túneles debajo de la isla de Manhattan, en Nueva York, que fueron creados por el gobierno de los Estados Unidos durante la Guerra Fría, y posteriormente abandonados. Los Morlocks lo establecieron como su hogar.
Con el paso de los años, Callisto localizó a muchísimos mutantes más en iguales condiciones marginales, utilizando para ello los poderes "rastreadores" de Caliban. Al sumarse a la comunidad, Masque utilizaba sus poderes para alterar su apariencia volviéndolos más grotescos, reafirmando su lealtad y la homogeneidad de la comunidad. Los Morlocks llegaron a ser una comunidad de varios cientos de integrantes.

### Primer encuentro con los X-Men
Los Morlocks se toparon por primera vez con los X-Men, cuando Callisto secuestró a Arcángel, ya que según ella, necesitaba un "consorte" para gobernar una comunidad tan vasta. Previamente, Caliban ya había tenido un encuentro con las x-men Tormenta y Kitty Pryde (de la que se enamoró perdidamente), pero nunca mencionó ser parte de los Morlocks. Los X-Men bajaron a "El Callejón" y se enfrentaron a los Morlocks para salvar a Arcángel. Pero los X-Men fueron superados en número por los Morlocks, y probablemente hubieran muerto de no ser porque Tormenta retó a Callisto a un combate a muerte por el liderazgo de los Morlocks. Callisto aceptó el desafío y fue derrotada por Tormenta. Callisto no murió gracias a su condición de mutante. Como nueva líder. Tormenta invitó a los Morlocks a vivir en la Mansión X, pero ellos rechazaron la oferta, temiendo el rechazo de la sociedad. Tormenta le permitió a Callisto gobernar en su ausencia.

### Liderazgo de Tormenta
Callisto buscó la forma de vengarse de Tormenta y armó una serie de maquinaciones contra los X-Men. En una de ellas, ordenó la captura de la x-man Kitty Pryde. Los Morlocks localizaron el cadáver de una chica. Masque con sus poderes, alteró la apariencia del cadáver, dándole el aspecto de Kitty, y luego la envió a los X-Men para que creyeran que había muerto. En los túneles, Callisto forzó a Kitty para que se casara con Caliban. Pero el engaño fue descubierto por el olfato de Wolverine. Los X-Men llegaron a "El Callejón" a tiempo de impedir la boda de Kitty con Caliban. Callisto intentó matar a Tormenta, pero sus planes fueron frustrados por la presencia de un niño mutante vagabundo llamado Leech y sus poderes para bloquear los poderes de otros mutantes. El pequeño fue aceptado como Morlock y adoptado por la anciana morlock Analee.
Con el paso del tiempo, Callisto comenzó a simpatizar con los ideales de los X-Men. Pero los conflictos volvieron cuando unos niños morlock fueron cruelmente asesinados por unos pandilleros humanos de la superficie. Esto provocó que su madre adoptiva, la morlock Analee, comenzara a enloquecer. Al ser una mutante empática, Analee comenzó a alterar las emociones de los otros Morlocks. Masque ideó un plan: secuestrar al equipo de superhéroes infantil Power Pack. Masque con sus poderes, alteró el físico de Power Pack, dándoles la apariencia de los niños muertos de Analee, mientras que la morlock Bella Durmiente alteró sus memorias. Pero los X-Men descubrieron la situación y rescataron al Power Pack. Callisto enfureció con Masque, que se unió al subgrupo de morlocks malvados, los Tunnelers.

### "Masacre Mutante"
Mr. Siniestro, pronto descubrió las maquinaciones del refugiado temporal Bestia Oscura, así que decidió exterminar a sus "creaciones". Siniestro encomendó a un joven y novato Gambito, que trabajaba entonces para él, reunir a un equipo de asesinos brutales: Los Merodeadores. En equipo lo conformaron Sabretooth (Dientes de Sable), Arclight (Arco Voltaico), Scalphunter (Cazador de Cabelleras), Scrambler (Disruptor), Riptide (Marea), Prism (Prisma), Vértigo, Harpoon (Arpón), Blockbuster (Demoledor) y Malice. Eventualmente, Gambito los guio hasta "El Callejón" para exterminar a los Morlocks. Gambito descubrió la brutalidad del ataque, y arrepentido, intentó evitarlo, pero ya era demasiado tarde. Al final, solo pudo salvar la vida de una niña morlock llamada Sarah (que tiempo después se convertiría en Marrow). Los Morlocks fueron masacrados sin piedad. Los X-Men, X-Factor, los Nuevos Mutantes, el Power Pack y hasta el mismísimo Thor, acudieron a brindar ayuda. Por desgracia, solo una décima parte de la población morlock sobrevivió. Algunos fueron llevados a la Mansión X y otros al cuartel de X-Factor. La responsabilidad de Siniestro detrás de la masacre se reveló algún tiempo después.
Temiendo un segundo ataque de parte de los Merodeadores, los Morlocks de la Mansión X fueron enviados al Centro de Investigaciones de la Dra. Moira MacTaggert en la Isla Muir. Callisto partió a Muir para asistir a la Dra, MacTaggert.

### Liderazgo de Masque
Masque, quien se encontraba con los Morlocks rescatados por X-Factor, aprovechó la ausencia, tanto de Callisto, como de Tormenta, para usurpar el liderazgo de los Morlocks para sus propios fines siniestros. Sin escuchar las recomendaciones de X-Factor, Masque regresó a su equipo a "El Callejón", donde apenas sobrevivieron de un ataque de parte de Sabretooth. La verdadera intención de Masque era convertir a los Morlocks en una armada para conquistar el mundo de la superficie. Masque utilizó sus poderes para alterar la apariencia de los Morlocks, volviéndolos aún más grotescos, y con ayuda del Morlock Neurona (Brain Cell), se aseguró de controlarlos mentalmente. Masque también secuestro humanos normales para convertirlos en monstruos y sumarlos a sus filas. Esto le llevó a tener conflictos con superhéroes como Wolverine, Ghost Rider o Cloak and Dagger (Capa y Piñal).
Callisto regresó a Nueva York por un encargo de la Dra. MacTaggert, y fue secuestrada por Masque. Masque alteró el físico de Callisto, convirtiéndola en una mujer muy bella, y la obligó a trabajar para mantener a los Morlocks, hasta que Callisto fue rescatada por Coloso.
Algunos Morlocks se negaron a seguir la locura de Masque. Entre ellos estaba la joven María Callasantos, alias Feral, que huyó buscando a los X-Men, y terminó siendo reclutada por Cable y su nueva Fuerza-X. Masque juro vengarse.
Poco después, Masque hizo un pacto con el Sapo y su nueva Hermandad de mutantes diabólicos. Con la Hermandad y Thornn, la hermana de Feral, Masque atacó a Fuerza-X sin éxito. Masque aparentemente terminó muerto atravesado por la espada de Shatterstar bajo las órdenes de Cable.

### La Inundación
Con la supuesta muerte de Masque, los Morlocks se salieron de control y cayeron bajo una ola de violencia. Los Morlocks atacaron con furia a Callisto, quién logró salvarse gracias al morlock El Sanador pero a costa de perder su belleza y recuperar su forma original. Los X-Men acudieron a tratar de detener la violencia. Callisto hizo un pacto con el desquiciado Mikhail Rasputin, hermano mayor del x-man Coloso. Mikhail estaba trastornado por la muerte de su propia gente, y vio a Callisto y los Morlocks como una posibilidad de redimirse. Mikhail provocó una inundación en "El Callejón", en la que supuestamente él, Callisto y los Morlocks restantes perecieron. Algunos Morlocks como la pequeña Sarah, Thornn, Erg y Bliss lograron sobrevivír.

### Gene Nation
En realidad los Morlocks no murieron. Mikhail Rasputin eligió a un selecto grupo y se los llevó a una dimensión de bolsillo conocida como "La Colina". En aquel lugar, el tiempo transcurría mucho más rápido que en la Tierra. Fue allá, donde la pequeña Sarah se convirtió en la feroz guerrera llamada Marrow. Mikhail Rasputin quería convertir a los Morlocks en un ejército. No obstante, con ayuda de Callisto, Marrow y un selecto grupo, escaparon de "La Colina", volviendo a la Tierra. Ellos se rebautizaron como Gene Nation, e iniciaron una campaña terrorista para vengar a los Morlocks caídos durante la masacre. Gene Nation enfrentó primero a Generation X, y luego a Cable. Cable solicitó la ayuda de Tormenta, quién, como en el pasado, retó a Marrow a un combate por el liderazgo de Gene Nation. Tormenta venció a Marrow y le ordenó a Gene Nation, moverse a un refugio en África. No obstante, Marrow logró escapar.

### Marrow
Tiempo después, y al estallar la cacería de mutantes durante la "Operación: Cero Tolerancia", Marrow y Callisto iniciaron una campaña terrorista, e intentaron asesinar al agente Henry Peter Gyrich. En su intento, ambas se enfrentaron a Spider-Man y a los Prime-Centinelas de Bastion. Callisto fue gravemente herida por los Centinelas. Muy a su pesar, Marrow solicitó la ayuda de los X-Men para salvar a Callisto. Finalmente, Callisto convenció a Marrow de unirse a los X-Men, pues era lo mejor para su seguridad. Eventualmente Callisto partió. Al principio, para Marrow fue muy difícil adaptarse a los X-Men, y llegó a tener altercados con Tormenta y Wolverine. Pero con el tiempo, Marrow se adaptó al equipo, permaneciendo con ellos durante algún tiempo. Eventualmente, Marrow se uniría al Proyecto Arma X de Canadá.

### Comunidades de Chicago y Londres
Los X-Men descubrieron comunidades de Morlocks en las alcantarillas de ciudades como Chicago y Londres, sin una aparente conexión con la comunidad original, pero indiscutiblemente inspirados por ella.

### La Arena de Tokio
Tiempo después, Masque resurgió. Aparentemente una segunda mutación le permitió sobrevivir a su supuesta muerte. Masque ahora era mánager de una liga de gladiadores mutantes conocida como La Arena, en Tokio, Japón. Masque secuestró a Callisto, y utilizando sus poderes, le sustituyó los brazos por tentáculos y la convirtió en su luchadora suprema. Eventualmente, Masque también secuestró a Tormenta y la obligó a combatir en La Arena. Masque planeaba vender a Tormenta a un alienígena esclavista llamado Tullamore Voge. Pero en el último momento, Tormenta y Callisto se aliaron y derrotaron a Masque, escapando de La Arena.

### Día-M
Tras el "Día-M", la comunidad sobreviviente de Morlocks se vio afectada. Marrow, que quedó sin poderes, reunió de nuevo una pequeña comunidad en "El Callejón" y se nombró su líder. Marrow y sus Morlocks concedieron una entrevista para la periodista del Daily Bugle Sally Floyd, para hablar de las consecuencias del Día-M en la población Morlock.

### X-Cell
Tiempo después, Marrow abandonó a los Morlocks, y junto con Callisto, se unió a un grupo terrorista llamado X-cell. integrado por mutantes despojados de sus poderes en el Día-M (Blob/Mole, Reaper/Segador, Fatale/Fatal, Abyss/Abismo). El equipo confrontó a la Agencia de investigadores X-Factor, siendo derrotados. Marrow quedó malherída y escapo con Callisto a las alcantarillas.

### Los Extremistas
Tiempo después, Masque retomó el liderazgo de un pequeño grupo de Morlocks (Bliss/Felicidad, Erg, Skids/Desliza y Litterbug/Bicho Rayo). Masque descubrió las profecías ocultas de una morlock llamada Qwerty, e inició una campaña terrorista para llamar la atención de Magneto. Masque atacó a sus excompañeros Caliban y Leech, y también a gente del metro de Nueva York, a la que le deformó el rostro. Eventualmente los X-Men derrotaron a Masque y sus Morlocks y el Profesor X obligó telepáticamnte a Masque a restaurar el físico de las víctimas del metro. No obstante, la morlock Skids resultó ser una agente de S.H.I.E.L.D., y escapó con las profecías de Qwerty, que logró entregar a Magneto.

### Los Nuevos Morlocks
Después de que las Nieblas Terrígenas de los Inhumanos se expandieron por el planeta Tierra, una nueva congregación de Morlocks se reunió debajo de Nueva York dirigidos de nuevo por Callisto. Lo curioso es que esta nueva comunidad está integrada tanto por humanos como por mutantes, coexistiendo de manera pacífica y huyendo de los estragos de la nube terrígena. Sin embargo, cuando los componentes mutantes de la comunidad comenzaron a enfermar misteriosamente, Callisto decidió clamar la ayuda de los X-Men. Los x-men M y Sabretooth acudieron a su llamado solo para descubrir que el responsable de la crisis es el malvado mutante conocido como Emplate/Emplaca.

## Integrantes

### Fundadores
Debutando junto con el resto de los Morlocks (con la excepción de Caliban) se reveló que Masque, Caliban, Callisto y Sunder fundaron los Morlocks bajo las calles de Manhattan.
- Bestia Oscura (Dark Beast) - Creador de los Morlocks, de la Era del Apocalipsis y la Hermandad. Se infiltró en los X-Men durante un tiempo haciéndose pasar por la Bestia original. Aunque no está clasificado como un Morlock, se ve a sí mismo como su creador y ha sido llamado el "primero" por los miembros de Gene Nation. Fue reclutado por Norman Osborn como científico y miembro de Dark X-Men. Recientemente obtuvo el control sobre el Clan Akkaba y reconstruyó el portal a su propia dimensión. Ahí también es miembro del Clan Akkaba de esa realidad.
- Caliban (Calibán)[23] - Se convirtió en Muerte,[26] y luego Pestilencia.[27] Servido en Fuerza-X por un tiempo. Se unió a los X-Men después de "Decimación". Fue asesinado por los Purificadores salvando a James Proudstar. Tenía la capacidad para detectar y realizar un rastreo de otros mutantes. Tras las modificaciones genéticas de Apocalipsis recibió la capacidad para percibir y manipular los temores.
- Callisto (Calisto)[23]- La exlíder de los Morlocks. Las armas fueron convertidas en tentáculos por Masque.[28] Ayudó a Magneto y al Profesor X en Genosha. Sin poderes por el exmiembro de X-Cell. Se desconoce su paradero actual. Posee sentidos superdesarrollados, una coordinación y agilidad sobrehumanas que la convierten en una excelente luchadora. También es capaz de ver en la oscuridad.
- Máscara (Masque)[23]- Exlíder después de la "Masacre de Mutantes". Lideró un grupo de astillas por un tiempo llamado The Tunnelers. Empalado por la espada de Shatterstar[29] pero fue revelado vivo.[30] Posee la habilidad de moldear la carne de las personas como si fuera arcilla. Es capaz de deformar o embellecer a una persona con la que esté en contacto físico. Su poder le permite, incluso, crear apéndices adicionales (como tentáculos).
- Rompedor (Sunder)[23]- Se unió al improvisado equipo de "X-Men" en la isla Muir. Baleado por Pretty Boy (Niño Bonito) de los Reavers (Cosechadores).[31] Posee una superfuerza y gran resistencia al daño físico.

### Pre-Masacre
- Tormenta (Storm):[32] - Derrotó a Calisto en un duelo para convertirse en el líder de los Morlocks, aunque no está clasificado como uno. Exmiembro de los Cuatro Fantásticos y exreina de Wakanda. Actualmente es miembro de los X-Men.
- Sanguijuela (Leech)[33] - Ha estado en las primeras encarnaciones de los Morlocks. Hijo adoptivo de Annalee. Antes de X-Terminators y Generación X. Capturado por el programa Arma X y utilizado como amortiguador de potencia Neverland. Fue uno de los 198 que conservó sus poderes mutantes después de "House of M". Utilizado por Masque debido a las profecías de Qwerty. Actualmente es miembro de Future Foundation. Su presencia provoca que otros seres con poderes pierdan sus habilidades sobrehumanas, sean mutantes o no.
- Annalee[34] - Poseía el poder de leer y proyectar emociones sobre los que la rodeaban. Adopta a Leech.[35] Baleado por Scalphunter en la "Masacre de mutantes".[36]
- Plaga (Pestilence)[23]- Se convirtió en Pestilencia, uno de los Jinetes de Apocalipsis. Murió después de caerse de su caballo volador.[37] Tiene el poder de hacer que una persona caiga enferma con solo tocarla.
- Erg[38] - Fue un pintor antes de convertirse en un Morlock. Fue uno de los 198.[39] Se unió a la reciente encarnación de Masque. Se desconoce su paradero actual. Tiene el poder de absorber distintas fuentes energéticas y dispara por el ojo izquierdo un rayo bioeléctrico.
- Tar Baby[38]- Capturado por el programa Arma X y enviado al campo de concentración de Neverland y es asesinado.[40] Tarbaby segrega un sudos viscoso y pegajoso (similar en consistencia al alquitrán) a través de todos los poros de su piel. Todos los objetos con los que entra en contacto se le quedan pegados.
- Flautista (Piper)[41] - Asesinado por los Merodeadores.[36] Era capaz de controlar a las bestias a través del sonido de una flauta, al menos con caimanes, murciélagos, ratas y ranas.
- Bella Durmiente (Beautiful Dreamer)[38]- Alterados recuerdos de aquellos "reclutados" como Morlocks. Se cree que murió en la "Masacre de mutantes", pero aparece como viva y propulsada después del "Día M". Más tarde fue infundida con el virus heredado por los Purificadores y murió a causa de los efectos del virus. Su poder es el de imprimir memorias falsas en la mente de la gente usado su "humo de sueño". Para ello emplea el humo de cigarrillos para focalizar sus poderes.
- Curandero (Healer):[32] un mutante cuyos poderes curativos curan las heridas y enfermedades de otros mutantes. Cada vez que lo hacía se debilitaba a sí mismo, como cuando restauró a Calisto.[42]
- Skids (Desliza)[43] - Resentida porque fue vista como la más bonita de los Morlocks (su campo de fuerza la protegió de las cicatrices y los poderes de Masque). Ella los dejó y se convirtió en una pupila de X-Factor.[44] Después de "M-Day", se convirtió en una seguidora de Apocalipsis y es amiga de Scalphunter. Formó parte del nuevo grupo de Masque de extremistas Morlock, como espía de S.H.I.E.L.D. Su poder es el de crear un campo de fuerza que la envuelve tanto a ella como a otros.
- Simio (Ape)[38] - Cambiaformas que podía adoptar la forma de al menos objetos sólidos con los que ayuda a sus compañeros. Capturado por el programa Arma X y enviado a su campo de concentración de Neverland y asesinado.[40]
- Jo[33] - La única aparición como Morlock fue su tema de debut como la dama de honor de Kitty Pryde. Se desconoce su paradero actual y sus poderes.
- Los cuatro hijos de Annalee[34]- Asesinados por Scalphunter.[34] Sólo más tarde reveló que Scalphunter fue el que mató a los cuatro niños.[36]

### Mutant Massacre(Masacre Mutante) - Los Tuneleros (Tunnelers)
La "Masacre de Mutantes" fue uno de los eventos de cruces anuales de Marvel, centrado en los Morlocks. El evento provocó que los Merodeadores mataran a muchos Morlocks bajo las órdenes de Mr. Siniestro. Protegidos por X-Men, X-Factor; Power Pack y Thor, solo unos pocos sobrevivieron. El evento abarcó Uncanny X-Men # 210-212, X-Factor # 9-11, New Mutants # 46, Thor # 373-374 y Power Pack # 27. Muchos nuevos Morlocks debutaron, aunque muchos fueron asesinados en su primera aparición.
- Berserker (Berzerker):[45] Un mutante eléctrico que anteriormente formaba parte del grupo escindido de Masque, The Tunnelers. Asesinado por electrocutarse con sus propios poderes.[45]
- Cara Escamosa (Scaleface):[45] Una mujer mutante que anteriormente formaba parte del grupo escindido de Masque, los Tuneleros. Fue disparada por la policía.[45] Podía transformar su cuerpo en una criatura reptiliana similar a la de un lagarto o dinosaurio de casi dos metros de altura.
- Cibeles (Cybelle):[36] - Pertenece a la facción de los Tuneleros. Fue asesinada por Arpón (Harpoon).[36] tenía el poder de segregar ácido a través de los poros de su piel; era inmune a su propio ácido y este era capaz incluso de fundir muros de piedra.
- Pipa Ventosa (Blowhard):[45] Un mutante que exhala el viento y que anteriormente formaba parte del grupo escindido de Masque The Tunnelers. Asesinado por el líder de la pandilla lobo salvaje.[45]
- Tommy[46] - Una joven capaz de adoptar una forma bidimensional. Asesinado por Scalphunter[46] después de que ella accidentalmente llevó a los Merodeadores a la entrada de la casa de los Morlocks. Más tarde se reveló que esto era obra de Gambito.
- Zeek[47] - El primer asesinado a manos de Arpón.[47] Se desconoce si poseía algún poder.

### Post-Masacre
La mayoría de los Morlocks sobrevivientes se mudaron a toda la ciudad de Nueva York después de la masacre. Pocos, sin embargo, regresaron al Callejón, su hogar original. Allí, Masque asumió el liderazgo. Muchos nuevos Morlocks sobrevivientes se presentaron cuando Sabretooth decidió terminar su tarea original. Es detenido por un Caliban recién "mejorado". Más tarde, se introduce un grupo escindido de los Morlocks. Este grupo, liderado por Pixie, está intentando escapar de Masque.
- Alas de Gallina (Chickenwings) - Asesinado por Sabretooth. No se sabe si Alas de Gallina tendría algún poder.
- Alex - Es una criatura amorfa, parecida a una mancha, que era capaz de envolver con su cuerpo a sus enemigos inmovilizándolos. Paradero actual y estado desconocido.
- Bertram - Se desconoce su paradero actual y su estado. Al igual que su hermano Alex es capaz de envolver con su cuerpo a sus enemigos inmovilizándolos.
- Bicho Rayo (Lighting Bug)[51] - Muerto en la "Masacre de mutantes". La esencia astral sobrevivió y busca una nueva forma de habitar. Su esencia pereció luego.[51] Bicho Rayo es un poderoso telépata y la capacidad de abandonar su propio cuerpo mediante su forma astral, la cual podía adquirir diversas formas aunque la más repetida era una similar a la Fuerza Fénix.
- Bruto (Brute) - Asesinado por Cable. Su único poder es una fuerza sobrehumana.
- Ent - Tiene fuerza sobrehumana pero es mudo. Paradero actual y estado desconocido.
- Espinna (Thornn) - Dejó a los Morlocks después del Gran Diluvio. Apoderado como resultado de "Disminución", pero recuperó su mutación física de nuevo. Tiene una Fuerza, velocidad, agilidad, resistencia y sentidos aumentados.
- Fardo (Hump) - El hermano de Bruto. Paradero actual y estado desconocido. Tiene fuerza sobrehumana.
- Fastidio (Pester) - Nuera de la Madre Inferior. Poseía velocidad sobrehumana y tenía colmillos para los dientes. Paradero actual y estado desconocido.
- Felicidad (Bliss) - Fue parte del nuevo grupo de Maslock de extremistas morlock. Podía abrir su boca como una serpiente y proyectar una cabeza más pequeña como si fuera una enorme lengua. La mordedura de esta segunda boca inyectaba una saliva que dejaba inconscientes a sus víctimas.
- Feroz (Feral) - Deja a los Morlocks. Fue despojada como resultado de la "Disminución", pero recuperó su mutación física, solo para ser asesinada por Sabretooth. Además de su agilidad, fuerza y velocidad, Feroz posee los sentidos tan agudos como los de un felino, especialmente su olfato.
- Madre Inferior (Mother Inferior): Aunque era incapaz de hablar tenía el poder de poder comunicarse con ratas, cucarachas y otros parásitos. Estos la obedecían y hacían lo que ella les pidiera. Murió aplastada bajo unos escombros.
- Sansón (Samson) - Asesinado por Sabretooth. Además de su fuerza y tamaño, Sansón había desarrollado visión infrarroja que le permitía ver perfectamente en la oscuridad. También poseía muy buen oído.
- Pixie: Lideró un grupo disidente de Morlocks en la carrera de Máscara (Masque). Asesinada por Apagón (Blackout). Pixie tenía dos antenas que le salían de la frente, de su espalda le nacían alas de insecto y tenía las piernas deformes como consecuencia del toque de Máscara.
- Topo (Mole)- Podría hacer un túnel a través de la materia sólida. Está fuertemente implícito que Topo fue asesinado por Sabretooth

### The Hill (La Colina)
Con Masque presuntamente muerto, un loco Mikhail Rasputin se hace cargo del líder de los Morlocks en Uncanny X-Men # 293. Como líder, luego inunda los túneles para destruir los Morlocks restantes. Más tarde se revela que en realidad transportó a los Morlocks a otra dimensión llamada Hill, cuya línea de tiempo se movió más rápido que el Universo Marvel principal. Allí, se estableció como su rey y los obligó a luchar por el derecho a vivir.
- Monte - Paradero actual y estado desconocido. Su fisionomía lo hacía poder vivir debajo del agua. Puede lanzar explosiones de bio-energía que puede llegar a concentrar en un rayo de energía eléctrica como si fuera una flecha que surge de sus manos palmeadas.
- Neurona (Brain Cell) - Se desconoce su paradero actual y su estado. Tiene el poder de la empatía. Puede de crear un enlace psíquico con aquellos seres a los que ha tocado alguna vez en la vida, convirtiéndose en un centro mental que conecta sus pensamientos con los grupos de personas que haya enlazado.
- Marilou - Asesinada por Mikhail Rasputin, los X-Men vieron su cadáver y creyeron durante un tiempo que se trataba del cuerpo de Tormenta.[52]
- Médula (Marrow) - Uno de los Morlocks que fueron transportados a la dimensión Hill por Mikhail Rasputin. Regresó para liderar una facción terrorista conocida como Gene Nation. Aparentemente asesinado por Tormenta. Revelado haber sobrevivido con la ayuda de un segundo corazón. Anteriormente de los X-Men, S.H.I.E.L.D., X-célula y el programa Arma-X. Único miembro de Gene Nation que fue un verdadero Morlock (que no nació en The Hill). Sin poderes. Además de poseer un esqueleto más fuerte y resistente, su organismo genera continuamente huesos que crecen a través de su piel. Estos huesos suelen tener forma de aspa y Médula se los arranca para utilizarlos como armas blancas en combate.
- YoYo (MeMe): La mente cerrada por Jean Grey para rescatar a los humanos que absorbió. Tenía el poder de absorber físicamente a otros seres humanos lo que provocaba que su cuerpo se deformara y surgieran de él partes de los otros cuerpos. Era tartamudo y su cuerpo se volvía cada vez más grotesco de forma directamente proporcional al uso de sus poderes.
- Mikhail Rasputin - El exlíder de los Morlocks. Los transportó a la dimensión colina. Se desterró a Kapalan. Posee un poder extraordinario basado en poder transformar y multiplicar cualquier tipo de energía a su antojo.
- Saqueo (Sack) - Un mutante con habilidad de posesión. Posee una naturaleza gelatinosa con una apariencia de un esqueleto rodeado de gelatina, asimismo es un parásito mutante.

### África/Gene Nation (Gene-Nación)
Con los Morlocks presuntamente muertos por las inundaciones causadas por Mikhail Rasputin, algunos de los Morlocks restantes fueron reubicados en el Oasis de Selima en el norte de África. Cuando fue atacada por Humanity's Last Stand, una reacción emocional provocó que D'Gard asumiera el control de Storm, quien renunció a su papel de liderazgo. En X-Men: Prime, muchos de los Hill Morlocks volvieron a fundar Gene Nation. Como nuevo grupo, atacaron a los opresores humanos de los últimos Morlocks bajo el liderazgo de Marrow. Se desconoce si los Morlocks de África restantes se quedaron allí o se mudaron a Nueva York. Algunos se han visto allí desde entonces, así como algunos Morlocks que eligieron permanecer en la ciudad de Nueva York a pesar de los intentos anteriores en sus vidas.
- D'Gard[53] - Se convirtió en líder de los Morlocks mientras estaba en el norte de África cuando hizo que Tormenta abandonara su liderazgo. Matado por Marrow como un signo de lealtad al nuevo programa Arma X. D'Gard tiene el poder de la empatía, que utiliza para mantener unas buenas relaciones entre los suyos.
- Impulso (Boost) - Uno de los Morlocks sobrevivientes. Ayudó a la Hermandad de Mutantes a escapar a cambio de ser reubicados en el norte de África. Se quedó sin poderes. Podía potenciar los poderes mutantes de otros mutantes introduciéndose en el interior de sus cuerpos.
- Carver[54] - Líder de un grupo escindido de cinco Morlocks que sobrevivieron a la Masacre y al Diluvio y que todavía seguían las viejas reglas de Morlock. Posee una fuerza aumentada y una garra que emerge de sus manos.
- Ever - Miembro de Gene Nation y más tarde miembro de la Hermandad de Havok. Su cuerpo estaba compuesto de materia cerebral, otorgándole capacidades telepáticas.
- Fuga (Fugue)[55] - Miembro del grupo de los cinco disidentes que aún siguen la antigua regla de los Morlocks.
- Fuego Febril (Fever Pitch) - Un mutante cuyo cuerpo está compuesto de llamas orgánicas; estas le permiten volar y lanzar descargas explosivas de plasma.
- Número (Integer) - Miembro de la Nación Genética de la Bestia Oscura. Existe en un estado matemático conceptual, haciéndolo intangible y capaz de mezclar los patrones de pensamiento de otros.
- Membrana (Membrain) - Miembro de Gene Nation. Compuesto por una membrana mucosa, que le permite licuarse y fluir a voluntad, el moco tiene propiedades psíquicas que le permiten ver lugares distantes y aturdir a sus oponentes.
- Obsidiana (Opsidian) - Miembro de la Nación Genética de la Bestia Oscura. Existe en un estado de fuerza oscura pura, que lo hace intangible, invisible mientras está en la sombra, capaz de estirarse en la luz y le permite lanzar un efecto empático negativo sobre los demás.
- Revelación (Revelation) - Se reveló que había estado en animación suspendida en la época en que Tormenta se convirtió en la líder de los Morlock como resultado de sus poderes mortales. Murió en brazos de Punisher.[56]
- Reverb - Miembro de Gene Nation. Puede enfocar sus poderes mentales psicométricamente, realizando clarividencias y estallidos psíquicos a través de las paredes y el suelo de su entorno. Asesinado por Tormenta.
- Soteira - Estaba en la época en que Tormenta se convirtió en líder de los Morlock. Fue el científico que puso a Apocalipsis en animación suspendida. Apareció como un holograma que decía a Wolverine y Punisher que moriría como resultado de una exposición prolongada a los poderes de Apocalipsis.[57]
- Tether - Uno de los Morlocks sobrevivientes. Ayudó a la Hermandad de Mutantes a escapar a cambio de ser reubicados en el norte de África. Sin poderes. Tiene una fisionomía similar a la de un reptil. Además de poseer un gran agilidad su cola está electrificada como la de los congrios pudiendo producir descargas eléctricas.
- Urna (Vessel) - Miembro de Gene Nation. Puede drenar los residuos físicos y psíquicos liberados de los recién fallecidos, aumentando su tamaño físico, fuerza, resistencia y resistencia a las lesiones. Asesinado por el Agente Cero, una máquina de matar.

### Tuneleros de Londres (London Tunnel Dwellers)
Fueron atacados por el villano genocida Don Limpio (Mister Clean)
- Burning Puddle - Tiene un sudor ácido («pudin ardiente»).
- Carla - Tiene la apariencia de un topo o roedor humanoinde, con unos incisivos largos, garras y sentidos aumentados.
- Compound - Tiene la apariencia física de una mosca humanoide con unos enormes ojos rojos que le garantizan una buena vista.
- Croc - Tiene la apariencia física de un cocodrilo humanoide.
- Cyclops (Cíclope)[59] - Tiene la apariencia de un cíclope mitológico (posee un solo ojo) y una fuerza sobrehumana.
- Double Helix (Doble Hélice) - Se trata de dos siameses, con dos cabezas y el mismo cuerpo.
- Harmony (Armonía) - Tiene un cuerpo similar a un pez humanoide, con agallas y escamas, y puede respirar bajo el agua.
- Hope (Esperanza)[60] - La hija bebé de Harmony, Rondador Nocturno ayudó a su madre con el parto.
- Miss Sacarina - Missy, una anciana cuyo sudor es una sustancia similar a la glucosa, y de ahí su nombre.
- Scree- Tiene la apariencia física de una rata humanoide.
- Simian - Tiene la apariencia física de un simio humanoide.
- Vampyr - Tiene la apariencia de un murciélago humanoide.
- Warthog - Tiene la apariencia de un jabalí verrugoso (warthog) humanoide.

### Comunidad de Chicago
- Litterbug - Tiene el cuerpo recibierto de una dura capa de queratina verde que le protege de golpes e impactos. También excava túneles apoyando de su fuerza aumentada.
- Polvo de Ángel (Angel Dust) -  Puede incrementar temporalmente su adrenalina hasta niveles sobrehumanos obteniendo de esta forma fuerza y resistencia sobrehumana durante un corto período de tiempo.
- Célula (Cell) - Su cuerpo es un organismo unicelular gigante. Su particular fisionomía hace que su cuerpo sea maleable y pueda filtrarse por rendijas y grietas.
- Eva Eléctrica (Electric Eve) - Tiene el poder de poder de absorber, almacenar y disparar electricidad.
- Cartero (Postman) - Es un telépata con el poder de acceder al córtex cerebral de otra persona y causarle una pérdida de memoria selectiva permanente.
- Añicos (Shatter) - Es capaz de cristalizar substancias líquidas mediante su toque. Además también puede revertir el proceso y hacer que asuman de nuevo el estado líquido.
- Negociador (Trader) - Puede nublar la visión de sus enemigos sobre sí mismo consiguiendo de esta forma que pareciera fundirse con los muros y las sombras, siendo a todos los efectos prácticamente invisible.

### Otros Morlocks
- Pesado (Bulk)  - Se especula que perteneció a los Morlocks. Pesado posee, junto a su fuerza sobrehumana, resistencia y dureza superior a la humana.[61]
- Delphi - Perdió sus poderes después del Día-M. Era una vagabunda y una profetisa, y oficiaba servicios religiosos.[62]
- Fachada (Facade) - Un mutante con poderes de camuflaje que se puede mezclar con su entorno.[63]
- Saltador (Bouncer) - Tiene el poder de teleportar a un gran número de personas simultáneamente.[64]
- Lucid - Un mutante con visión de rayos X.[63]
- Torpid - Una niña muda con un toque paralizante procedente de sus grandes manos.[63]
- Gusano Brillante (Glow Worm) -  Rechazado incluso por los propios Morlocks, no se sabe con certeza si Gusano Brillante es uno de ellos, aunque se le ha asociado con estos. Puede generar esferas de energía destructiva de origen radiactivo que puede lanzar desde sus manos como si se tratase de un cóctel molotov ya que explotan al entrar en contacto con algo.[43]
- Qwerty - Una anciana en estado vegetativo. En realidad era una mutante precognitiva on la capacidad de ver innumerables posibilidades del futuro.
- Doncella de Hierro (Iron Maiden)[65] - Luchó contra Nate Grey y la Generación X a las órdenes de Bestia Oscura.
- Spyke - Aliado de los Morlocks en varias ocasiones.
- Hombre Marcado
- Joey
- Pérdida
- Wynter

## Otras Versiones

### Era de Apocalipsis
En el décimo aniversario del evento "Era de Apocalipsis", que tiene lugar después del ataque nuclear en X-Men: Omega, se presentan varios personajes que no estaban en la historia original, entre ellos, los Morlocks, que incluye Feral, Marrow, Leech, Thornn y Skids, entre otros mutantes sin nombre.
Los Morlocks fueron en gran parte un grupo pacífico que se negó a seguir el régimen de Apocalipsis y, por esa decisión, todos fueron capturados y encarcelados en los Criaderos de cría para experimentos espantosos por Siniestro y la Bestia. Un conocido miembro de Morlock fue Artemis.
Después de la caída de Apocalipsis, un rastro de mutantes escapados de los Criaderos de la Pluma conducen a los X-Men bajo tierra, se encontraron con un grupo de niños huérfanos y asustados llamados los Morlocks. Los X-Men se ofrecieron para ayudarlos a salir de su escondite en las alcantarillas, pero los Morlocks los atacaron por temor a ser encerrados y arrojados a las jaulas por los X-Men, ahora oficiales de caza de mutantes de los humanos recién restaurados. gobierno. Los X-Men salieron victoriosos y los Morlocks fueron devueltos al Instituto Xavier, donde fueron detenidos.

### Ultimate Marvel
Los Morlocks en el universo Ultimate Marvel, tienen una situación de clandestinidad de vida más sofisticado que los Morlocks originales, incluyendo al menos un mutante con poderes de generación de energía para suministrar electricidad, jardines hidropónicos para proporcionar o complementar su suministro de alimentos y salidas de aire externas.
En Ultimate X-Men # 80 Nightcrawler salva al Morlock llamado Pyro, quien fue superado en número mientras luchaba contra los Amigos de la Humanidad y la policía. Otros miembros que se muestran en el número 82 son Caliban, Calisto, Sparks y Sunder (quien era el líder). Después de una pelea con los X-Men (que intentaban rescatar a Sapo), los Morlocks eligieron a Nightcrawler como su nuevo líder. En el # 90, Mr. Siniestro termina sus 10 muertes de mutantes en la base de Morlock. Sus asesinatos incluyen Leech y Ángel.

## En otros medios

### Televisión
- Los Morlocks aparecieron en algunos episodios de la serie de los años 90 X-Men.
- Los Morlocks han aparecido en el episodio 36 "Medidas Ex-tremas" de X-Men: Evolution. Los miembros de Los Morlocks representados incluyen a Caliban, Callisto, Cybelle y Scaleface. La serie también introdujo 3 personajes nuevos en el grupo, Facade, Lucid (interpretado con la voz de Lee Tockar) y Torpid. A diferencia de sus homólogos del cómic, no tienen reconstrucciones faciales como las que le hacía Masque (personaje que no aparece en esta serie), si bien algunos son naturalmente feos debido a sus mutaciones. Los Morlocks aparecen atacando una fábrica de bebidas porque las bebidas tienen propiedades que son venenosas para los mutantes. La bebida se filtró en los túneles de las alcantarillas, haciendo que algunos de los miembros sin nombre se enfermaran. Spyke (Espina) más tarde se unió a ellos para proteger a los Morlocks más débiles. En el episodio 48 "Uprising”, Spyke protege a Los Morlocks y los convence de no permanecer ocultos. Los Morlocks más tarde ayudan a Spyke y a los X-Men a luchar contra Duncan Matthews y sus amigos cuando comienzan a atacar a los mutantes con tecnología láser.
- Los Morlocks aparecen en la segunda temporada de The Gifted, episodio, "coMplications", dirigidos por su líder, Erg. En "calaMity", algunos escapan y otros fueron asesinados por los Purificadores, al descubrir su escondite.

### Cine
- En X-Men 2 un archivo con el nombre "Morlocks" aparece en la computadora del escritorio de Stryker.

- Los Morlocks aparecen en X-Men: The Last Stand en 2006, aunque nunca se mencionan con ese nombre. En su lugar, se les conoce como Los Omegas. Calisto sigue siendo la líder (poseía la habilidad sensorial mutante de Caliban y la velocidad de Quicksilver), pero otros miembros (incluidos Anole/Camaleón, Arclight/Arco Voltaico, Glob Herman, Phat/Grasas, Psylocke/Mariposa Mental, Quill/Púa, Kid Omega/Chico Omega y Spike/Espinas) son retirados de otras partes del universo X-Men. Leech también aparece en la película, sin conexión aparente con Los Omegas.

### Videojuegos
- Los Morlocks aparecen en los videojuegos X-Men Legends, los X-Men deben ir en una misión para rescatar a Gambit de los Morlocks. Marrow es el líder de la Nación Gene militante, que está representada como una facción de los Morlocks. El sanador también juega un papel importante en el juego, ya que vende pociones de energía y energía al jugador. Aparte de Marrow y Healer, hay una gran cantidad de Morlock Grunts, Morlock Claws, Morlock Goths, Morlock Giants, Morlock Leviathans y Morlock Blades.
- En X-Men Legends II: Rise of Apocalypse, los Morlocks fueron lavados por Apocalipsis y Mister Siniestro, liderando a Marrow como una conocida sobreviviente, donde se unió a Moira MacTaggert y otros para ayudar a rescatar a los refugiados.
- Los túneles de Morlock aparecen en el videojuego Marvel Heroes. Los Túneles de Morlock son atacados por los Purificadores.